# Nádasdy-kastély (Nádasdladány)
A nádasdladányi Nádasdy-kastély a 19. század második felében, Tudor-stílusban emelt épület, mely elkészültétől fogva egészen a második világháborúig a Nádasdy család egyik székhelyeként szolgált.

## A kastély
A Nádasdy család őseinek már a 14. században voltak birtokai a környéken. A Schmidegg grófok 1736-ban szerezték meg a ladányi birtokot. Nádasdy Lipót 1851-ben Schmidegg Károlytól vette meg Sárladányt, amelynek nevét később a család kérésére Nádasdladányra változtatták. Nádasdy Lipót ezután itt alakította ki birtokai új központját. A birtokon ekkor egy barokk stílusú kis kúria állt. Az épület és a hozzá tartozó park a Sárrét mocsaras, lápos vidékének szélén lévő sík területen helyezkedik el. Nádasdy Lipót halála után a vagyont fia, Ferenc örökölte a kastéllyal együtt. A korábbi barokk kúriát 1873-ban Hübner Nándor székesfehérvári építész és Linzbauer István budapesti császári és királyi építész tervei alapján átalakították, kibővítették. A családi legendárium szerint a Nádasdyak Angliából származnak, talán ezzel is magyarázható, hogy az új épület romantikus-Tudor-stílusú lett. Hozzátoldottak egy tornyot és egy kétszintes, a megújult épület főszárnyaként funkcionáló épületrészt is. A kastély mai formáját kisebb átépítések (pl. a télikert elbontása) után nyerte el. Főbejárati homlokzatán a Nádasdy család festett címere található.
Az épület berendezése építésekor modernnek számított: bevezették a vizet, a gázvilágítást és a telefont, kiépítették csatornahálózatát. A fűtést a hagyományos kályhák és kandallók mellett az alagsorban tőzegkazánnal működő, légbefúvásos rendszer biztosította. Külön érdekessége az épületnek, hogy a konyha nem a kastélyban, hanem a kertben emelt külön épületben kapott helyet; az ételt föld alatti síneken juttatták el a főépületbe. Az épület külön templommal rendelkezett, melyet 1885-ben szenteltek fel.
A kastély egyik legszebb terme az ősök csarnoka, ahol a család leghíresebb tagjainak egész alakos képmásait állították ki. Az előkelően berendezett kastély termei közül a Hauszmann Alajos tervei alapján készült könyvtár rendkívüli belsőépítészeti megoldásaival tűnik ki. Kazettás fa mennyezet, csavart oszlopok, a galérián kovácsoltvas mellvéd egészíti ki az elegáns polcrendszert. A korszak legismertebb mesteremberei készítették a díszes kovácsoltvas csillárokat, a könyvtár galériájának korlátját, a falburkolatokat, a könyvtárterem berendezését, továbbá az ősök csarnoka festett üvegablakait. Az asztalosmunkát Thék Endre, a későbbi bútorgyáros készítette Pecz Samu tervei szerint. A kastély egykori kép- és könyvgyűjteménye jelenleg a Magyar Nemzeti Múzeum, a könyvek egy része pedig az Országos Széchényi Könyvtár és a keszthelyi Kastélymúzeum tulajdonában van.
A második világháború és a Nádasdy család elmenekülése után az épületet kifosztották. A kastély 1982-ben került a Honvédelmi Minisztérium birtokába. 1982–1994 között az épület üresen állt; az alapvető karbantartási munkák elmaradása miatt állaga jelentősen romlott. Többször beázott, illetve telenként nem fűtötték fel, ennek eredményeként az ősök csarnokának faburkolatát és a könyvtárat penészgomba támadta meg. Az épületet 1993-ban kiemelt műemlékké nyilvánították, majd a magyar állam tulajdonába, a Műemlékek Nemzeti Gondnokságának vagyonkezelésébe került. Rehabilitációja a homlokzat felújításával kezdődött meg 2009 szeptemberében. A kastély és a hozzá tartozó park ma múzeumként funkcionál. A Nemzeti Kastélyprogram és Nemzeti Várprogram keretén belül az épületet felújították: az Ősök csarnokába visszakerültek a festmények, a földszintet rekonstruálták, valamint kávézót, múzeumshopot és múzeumpedagógiai részleget alakítottak ki. A megújult épületet 2021. augusztus 3-án adták át.

### Filmek
- Itt forgatták a Márai Sándor regényéből készült A gyertyák csonkig égnek című filmet.[7]
- Itt forgatták 2023–24-ben az RTL televízió Az Árulók – Gyilkosság a kastélyban című taktikai-pszichológiai reality műsorát.[8]

## A kastélypark
Az eredetileg 60 hektáron elterülő park története a Schmidegg grófok idejére nyúlik vissza. Nádasdy Ferenc a kastélyépülettel együtt a környező parkot is fejlesztette Kálmán János, a család kertészének közreműködésével. A kor divatja szerint tájképi kertet alakítottak ki, mesterségesen létrehozott, másfél holdnyi tóval, ennek a közepén fahídon át megközelíthető kis szigettel, mesterséges vízeséssel. A tóásás során kiásott földből dombokat emeltek, a legmagasabbra bástyaszerű víztornyot építettek. Az öntözést a parkot behálózó vízvezetékrendszerrel oldották meg; a vizet a közeli Nádor csatornából szivattyúzták fel. A liget déli részében kapott helyet a lóistálló és a kocsiszín is, valamint itt állt a család házi festőjének, Valentyin Jánosnak a háza és műterme.
A második világháború után a parkot elhanyagolták. Eredeti növényzetének egy része kipusztult, a tó kiszáradt, míg a kertben lévő nyári szalon, üvegház és játszóház megsemmisült. A sok viszontagságot átvészelt megmaradt növényzet között több száz éves famatuzsálemek is találhatók. A Nemzeti Kastélyprogramban az épület mellett a kertet is revitalizálták, a tavat helyreállították.
Fafajai között megtalálható a bükk (Fagus sylvatica), éger (Alnus), juhar (Acer), magas kőris (Fraxinus excelsior), platán (Platanus), tövises lepényfa (Gleditsia tracanthos), ostorfa (Celtis), kocsányos tölgy (Quercus robur), fűzfafajok (Salix), a nyárfafajok (Populus) közül fekete nyár (Populus nigra) és fehér nyár, fekete dió (Juglans nigra), császárfa (Paulovnia tomentosa), valamint az örökzöldek között a virginiai boróka (Juniperus virginiana), andalúziai jegenyefenyő (Abies pinsapo), európai vörösfenyő (Larix decidua), tiszafa (Taxus baccata) és tuja (Thuja).

## Galéria

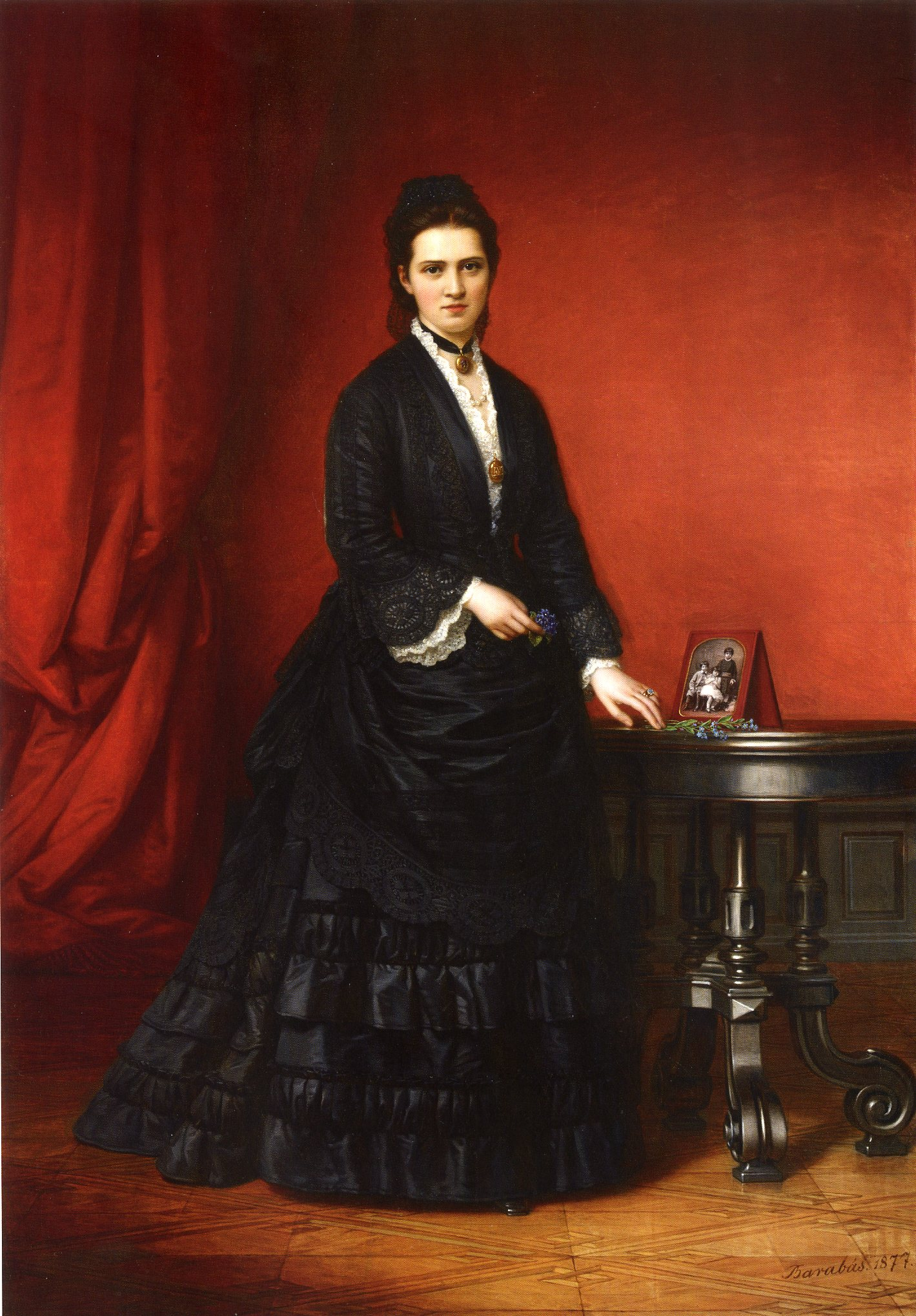
Barabás Miklós: gróf Nádasdy Ferencné Zichy Ilona egész alakos portréja
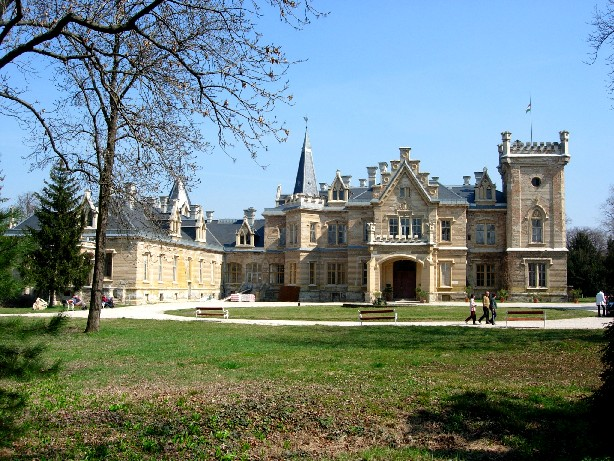
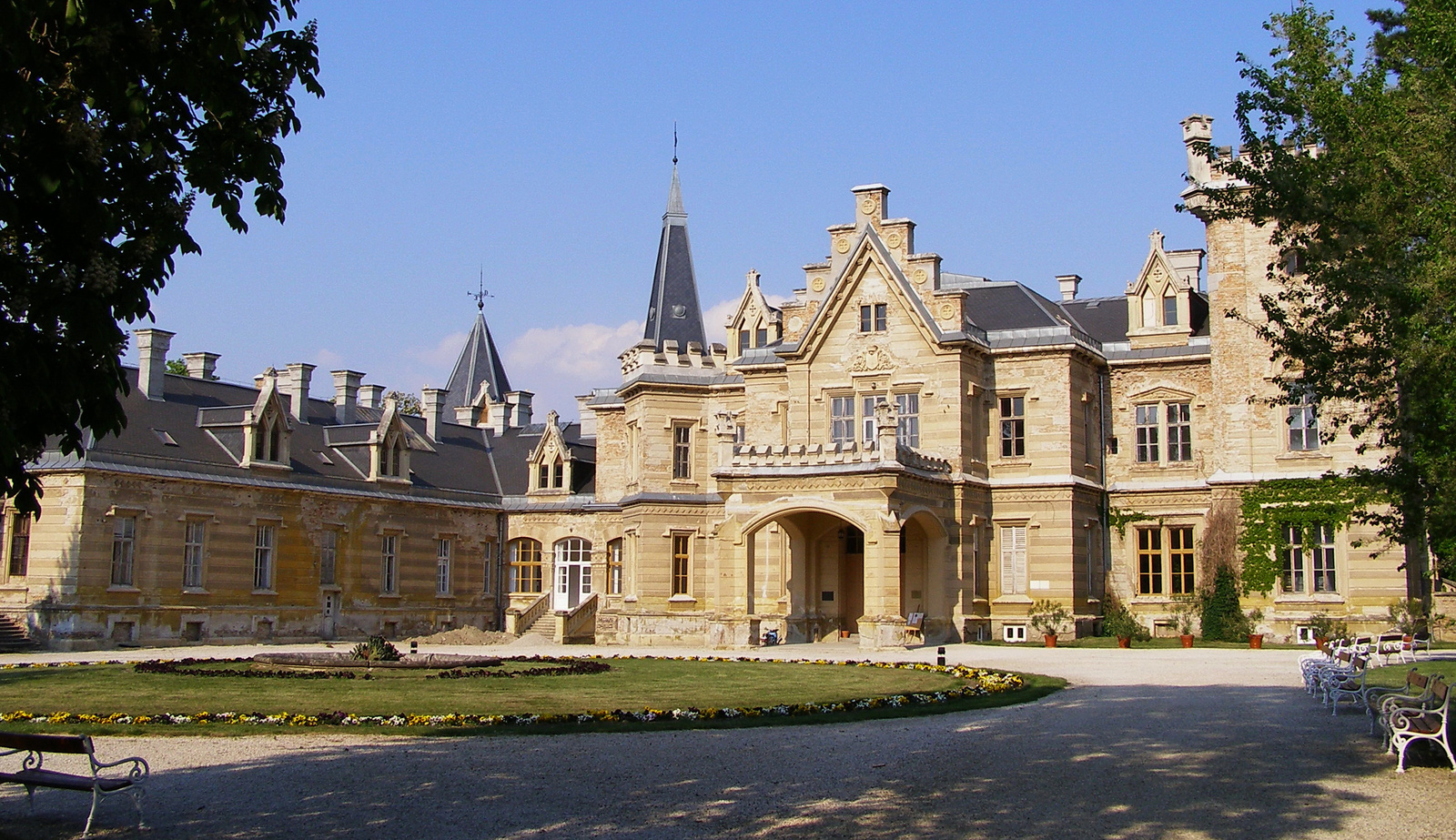
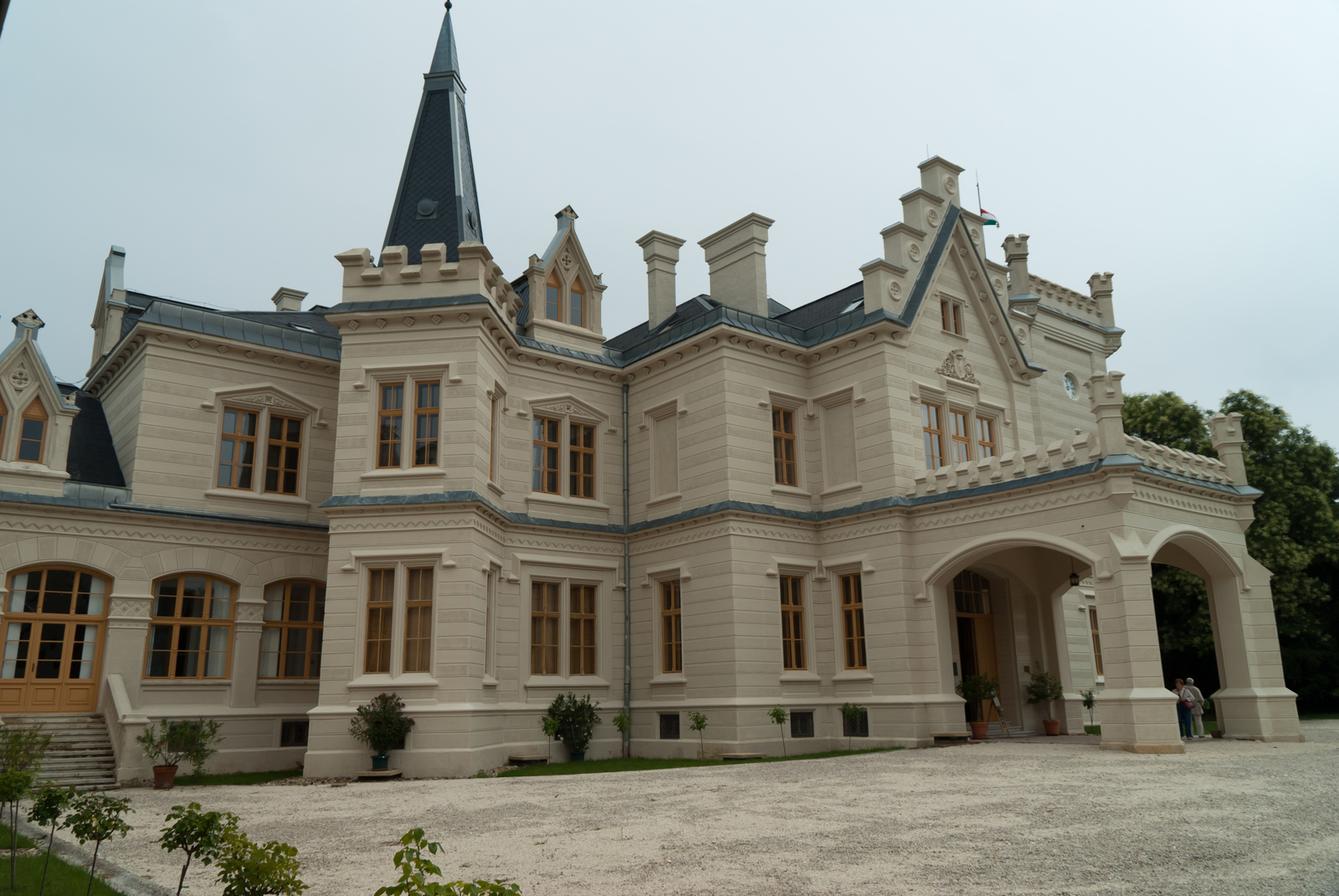
A kastély felújított homlokzata
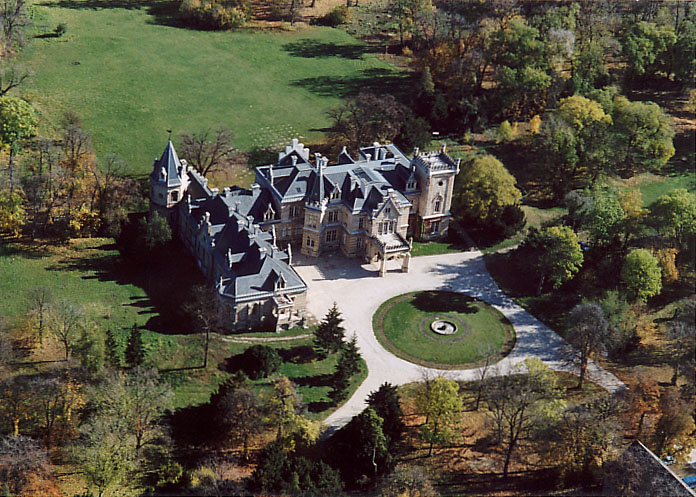
A kastély a levegőből, körülötte a parkkal
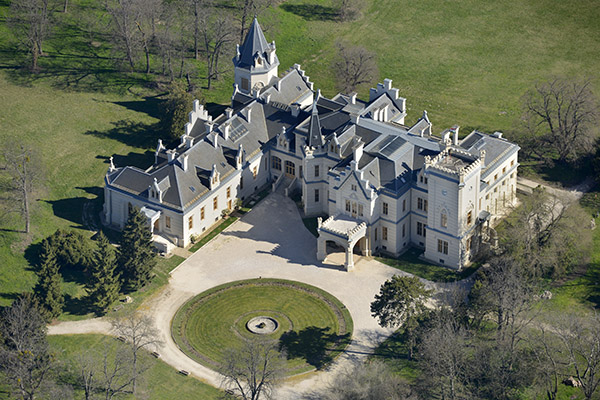
A kastély a felújítás után, légi felvételen